# Campeonato de la WAFF 2008
El Campeonato de la WAFF 2008 fue la quinta edición del Campeonato de la WAFF, torneo de fútbol a nivel de selecciones nacionales organizado por la Federación de Fútbol del Oeste de Asia (WAFF). Se llevó a cabo en la ciudad de Teherán, en Irán, y contó con la participación de 6 seleccionados nacionales masculinos.
Por tercera vez consecutiva y cuarta en su historia, vio campeón a Irán, que en la final venció por 2-1 a Jordania.

## Sede
La sede del certamen fue la ciudad de Teherán, capital de Irán. Todos los partidos se disputaron en el Estadio Takhti, a excepción de la final, que se jugó en el Estadio Azadi.
| Tehran | Tehran             | Tehran            |
| Tehran | Azadi Stadium      | Takhti Stadium    |
| Tehran | Capacidad: 100,000 | Capacidad: 30,122 |
| Tehran |                    |                   |

## Formato
Las 6 selecciones participantes fueron divididas en 2 grupos de 3 equipos cada una. Dentro de cada grupo, las selecciones se enfrentaron bajo el sistema de todos contra todos, a una sola rueda, de manera tal que cada una de ellas disputó dos partidos. Los puntos se computaron a razón de 3 —tres— por partido ganado, 1 —uno— en caso de empate y 0 —cero— por cada derrota.
Las dos selecciones de cada grupo mejor ubicadas en la tabla de posiciones final pasaron a las semifinales. En dicha instancia, el primero de una zona enfrentó al segundo de la otra en un solo partido. Los ganadores se cruzaron en la final, cuyo vencedor se consagró campeón.

## Equipos participantes
En un principio, el campeonato iba a jugarse con la participación de los seis seleccionados integrantes de la WAFF, pero Irak y Líbano se retiraron. Frente a ello, la federación intentó completar los cupos invitando a otros seleccionados de la región. Baréin aceptó disputar el torneo, pero posteriormente anunció que no participaría ya que no le permitieron presentarse con su equipo olímpico. Finalmente, fueron las selecciones de Catar y Omán las que ocuparon las dos plazas disponibles.
En cursiva los equipos debutantes.
| Equipos participantes | Equipos participantes | Equipos participantes |
| --------------------- | --------------------- | --------------------- |
| Catar                 | Jordania              | Palestina             |
| Irán                  | Omán                  | Siria                 |

## Fase de grupos

### Grupo A
| Pos. | Equipo    | Pts. | PJ | G | E | P | GF | GC | Dif. | Clasificación |
| ---- | --------- | ---- | -- | - | - | - | -- | -- | ---- | ------------- |
| 1    | Irán (H)  | 6    | 2  | 2 | 0 | 0 | 9  | 1  | +8   | Semifinales   |
| 2    | Qatar     | 3    | 2  | 1 | 0 | 1 | 2  | 6  | −4   | Semifinales   |
| 3    | Palestina | 0    | 2  | 0 | 0 | 2 | 0  | 4  | −4   |               |

 Fuente: RSSSF.com
| 7 de agosto de 2008 | Irán                                              | 3:0 (2:0) | Palestina | Estadio Takhti, Teherán                               |                                                       |
|                     | K. Rahmati 29' (pen.) · Rezaei 40' · Rafkhaei 86' |           |           | Asistencia: 5 000 espectadores Árbitro(s): Ahmad Delo | Asistencia: 5 000 espectadores Árbitro(s): Ahmad Delo |

| 9 de agosto de 2008 | Palestina | 0:1 (0:0) | Catar           | Estadio Takhti, Teherán |  |
|                     |           |           | Al Shammari 72' |                         |  |

| 11 de agosto de 2008 | Catar        | 1:6 (0:2) | Irán                                                                               | Estadio Takhti, Teherán                                  |                                                          |
|                      | Abdullah 52' |           | Meydavoudi 10' 90' · Alenemeh 33' · Aghili 49' (pen.) · Hajsafi 61' · Rafkhaei 80' | Asistencia: 5 000 espectadores Árbitro(s): Yousef Shahin | Asistencia: 5 000 espectadores Árbitro(s): Yousef Shahin |

### Grupo B
| Pos. | Equipo   | Pts. | PJ | G | E | P | GF | GC | Dif. | Clasificación |
| ---- | -------- | ---- | -- | - | - | - | -- | -- | ---- | ------------- |
| 1    | Jordania | 4    | 2  | 1 | 1 | 0 | 3  | 1  | +2   | Semifinales   |
| 2    | Siria    | 4    | 2  | 1 | 1 | 0 | 2  | 1  | +1   | Semifinales   |
| 3    | Omán     | 0    | 2  | 0 | 0 | 2 | 2  | 5  | −3   |               |

 Fuente: RSSSF.com
| 7 de agosto de 2008 | Siria | 0:0 | Jordania | Estadio Takhti, Teherán        |  |
|                     |       |     |          | Asistencia: 1 500 espectadores |  |

| 9 de agosto de 2008 | Omán      | 1:2 (0:1) | Siria                   | Estadio Takhti, Teherán |  |
|                     | Saleh 47' |           | Ibrahim 11' · Abadi 71' |                         |  |

| 11 de agosto de 2008 | Jordania                              | 3:1 (1:1) | Omán               | Estadio Takhti, Teherán |  |
|                      | Abdel-Fattah 6' · Al-Nawateer 71' 84' |           | Katkoot 26' (pen.) |                         |  |

## Fase de eliminatorias

### Cuadro de desarrollo
|  | Semifinales            | Semifinales |                        |   | Final | Final |
|  |                        |             |                        |   |       |       |
|  | 13 de agosto – Teherán |             |                        |   |       |       |
|  |                        |             |                        |   |       |       |
|  | Irán                   | 2           |                        |   |       |       |
|  | Irán                   | 2           | 15 de agosto – Teherán |   |       |       |
|  | Siria                  | 0           |                        |   |       |       |
|  | Siria                  | 0           | Irán                   | 2 |       |       |
|  | 13 de agosto – Teherán |             | Irán                   | 2 |       |       |
|  |                        | Jordania    | 1                      |   |       |       |
|  | Jordania               | Jordania    | 1                      | 3 |       |       |
|  | Jordania               |             |                        | 3 |       |       |
|  | Catar                  | 0           |                        |   |       |       |
|  | Catar                  | 0           |                        |   |       |       |

### Semifinales
| 13 de agosto de 2008 | Irán                              | 2:0 (1:0) | Siria | Estadio Takhti, Teherán                                      |                                                              |
|                      | K. Rahmati 6' (pen.) · Rezaei 52' |           |       | Asistencia: 4 000 espectadores Árbitro(s): Mohammad Abdollah | Asistencia: 4 000 espectadores Árbitro(s): Mohammad Abdollah |

| 13 de agosto de 2008 | Jordania                                | 3:0 (1:0) | Catar | Estadio Takhti, Teherán |  |
|                      | Al-Sheikh 45' · Deeb 71' · Al-Saify 90' |           |       |                         |  |

### Final
| 15 de agosto de 2008 | Irán                               | 2:1 (1:0) | Jordania | Estadio Azadi, Teherán                                         |                                                                |
|                      | Aghili 21' (pen.) · K. Rahmati 85' |           | Deeb 82' | Asistencia: 10 000 espectadores Árbitro(s): Mohamed Al Zarouni | Asistencia: 10 000 espectadores Árbitro(s): Mohamed Al Zarouni |

## Campeón
|                                 |
| Bandera de Irán                 |
| Campeón invicto Irán 4.º título |

## Estadísticas

### Tabla general
| Pos. | Equipo    | Pts | PJ | PG | PE | PP | GF | GC | Dif. | Rend.  |
| ---- | --------- | --- | -- | -- | -- | -- | -- | -- | ---- | ------ |
| 1    | Irán      | 12  | 4  | 4  | 0  | 0  | 13 | 2  | 11   | 100%   |
| 2    | Jordania  | 7   | 4  | 2  | 1  | 1  | 7  | 3  | 4    | 58,33% |
| 3    | Siria     | 4   | 3  | 1  | 1  | 1  | 2  | 3  | –1   | 44,44% |
| 4    | Catar     | 3   | 3  | 1  | 0  | 2  | 2  | 9  | –7   | 33,33% |
| 5    | Omán      | 0   | 2  | 0  | 0  | 2  | 2  | 5  | –3   | 0%     |
| 6    | Palestina | 0   | 2  | 0  | 0  | 2  | 0  | 4  | –4   | 0%     |

### Goleadores
| Jugador           | Selección | Goles |
| ----------------- | --------- | ----- |
| Kianoush Rahmati  | Irán      | 3     |
| Hadi Aghili       | Irán      | 2     |
| Ra'ed Al-Nawateer | Jordania  | 2     |
| Amer Deeb         | Jordania  | 2     |
| Milad Meydavoudi  | Irán      | 2     |
| Jalal Rafkhaei    | Irán      | 2     |
| Gholamreza Rezaei | Irán      | 2     |